# 臧君相
臧君相（6世纪—7世纪），隋朝末年海陵的民变领袖。
隋朝末年，臧君相得知民变领袖綦公顺占据北海，率众五万来争夺。綦公顺人少，闻之大惧。明经刘兰成为綦公顺画策：“君相今去此尚远，必不为备，请将军倍道袭击其营。”綦公顺从之，自率骁勇五千人，带着熟食，倍道袭之。将要到时，刘兰成与敢死士二十人前行，距臧君相营五十里，见其抄者负担向营，刘兰成亦与其徒负担蔬米、烧器，装作抄者，择空听察得知敌军号令及主将姓名，至夜间，与臧君相军比肩而入，负担巡营，知其虚实，得其更号，于空地燃火营食，至三鼓，忽于主将幕前交刀乱下，杀百余人，臧君相军众惊扰；綦公顺兵亦至，急攻之，臧君相仅以身免，被俘斩数千，綦公顺收其资粮甲仗以还，从此党众大盛。
唐朝武德四年（621年）六月，割据海州的臧君相以五州降唐，拜海州总管。臧君相割据江都郡山阳、安宜县地，号东楚州，唐朝也沿用。